# Segelfluggelände Große Höhe

i7
i11
i13
Das Segelfluggelände Große Höhe liegt in der Gemeinde Ganderkesee im Landkreis Oldenburg in Niedersachsen, etwa 8 km südwestlich der Stadt Delmenhorst.

## Flugbetrieb
Das Segelfluggelände ist mit einer 670 m langen und 30 m breiten Start- und Landebahn aus Gras für Schleppstarts hinter Luftfahrzeugen und Eigenstarts von Motorseglern (Richtung 04/22) und mit einer 960 m langen und 30 m breiten Landebahn aus Gras für Segelflugzeuge und nicht selbststartende Motorsegler (Richtung 04/22) ausgestattet. Es besitzt eine Betriebszulassung für Segelflugzeuge, Motorsegler, Luftfahrzeuge bis 2000 kg maximales Abfluggewicht, soweit sie bestimmungsgemäß zum Schleppen von Segelflugzeugen oder Motorseglern Verwendung finden, und Flugmodelle mit und ohne Verbrennungsmotoren, die nicht der Zulassungspflicht gemäß § 6 LuftVZO unterliegen. Als Startarten sind Eigenstart, Flugzeugschleppstart und Windenstart zugelassen. Die Länge der Seilauslegestrecke beträgt 1050 m. An beiden Enden der Seilauslegestrecke befindet sich jeweils eine 150 m lange und 30 m breite Startbahn für Windenstarts.

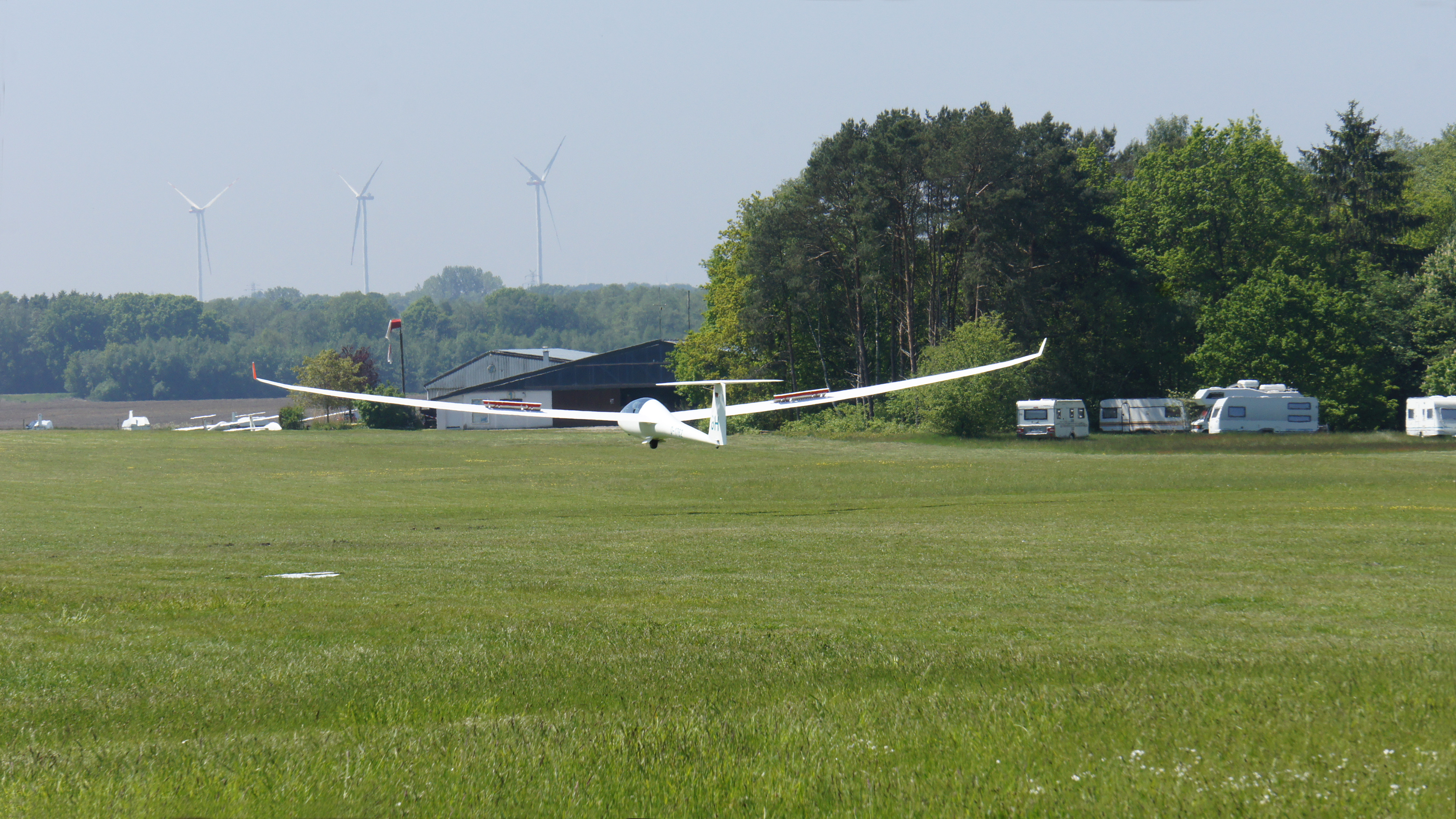
Blick auf das Segelfluggelände (2021)

Das Segelfluggelände dient der Nutzung durch den Betreiber des Segelfluggeländes. Andere Flüge bedürfen der vorherigen Genehmigung des Betreibers (PPR). Der Halter und Betreiber des Segelfluggeländes ist der Luftsportverein Delmenhorst e. V.
Auf dem Flugplatz gibt es drei Hangars für Fluggeräte und Fahrzeuge sowie das Vereinsheim des Luftsportvereins Delmenhorst e. V.
Das Segelfluggelände wird an Wochenenden (Samstag als auch Sonntag) und Feiertagen zwischen etwa Mitte März und Mitte Oktober vom Luftsportverein Delmenhorst e. V. genutzt. Flugbetrieb findet, abhängig je nach Flugwetterlage, meist zwischen 10 und 18 Uhr statt.
Die Schlepphöhen beim Windenstart bewegen sich, je nach Abflugmasse des Segelflugzeugs und Windkomponente, üblicherweise im Bereich zwischen 350 und 450 Meter.

## Ausbildung
Der Luftsportverein Delmenhorst e. V. bietet auf dem Gelände die Ausbildung zum Segelflugzeugführer an.